# Bembecia illustris
Bembecia illustris is een vlinder uit de familie wespvlinders (Sesiidae), onderfamilie Sesiinae.
Bembecia illustris is voor het eerst wetenschappelijk beschreven door Rebel in 1901. De soort komt voor in het Palearctisch gebied.